# الدوري الكوري الشمالي لكرة القدم 2015
الدوري الكوري الشمالي لكرة القدم 2015 هو موسم من الدوري الكوري الشمالي لكرة القدم. فاز فيه نادي أبريل 25.